# Сен-Пьер, Макс
Максим Жозеф Сен-Пьер (фр. Maxim Joseph St. Pierre, 17 апреля 1980, Квебек) — канадский бейсболист, тренер. Выступал в Главной лиге бейсбола в составе «Детройт Тайгерс». Участник Мировой бейсбольной классики в составе сборной Канады.

## Карьера
В 1997 году на драфте МЛБ Сен-Пьер был выбран «Детройтом» в двадцать шестом раунде. В течение четырнадцати лет он играл в командах младших лиг, за которые суммарно провёл 978 игр. В 2005 году Макс принял участие в Матче всех звёзд Восточной лиги. В составе сборной Канады он сыграл в матчах Мировой бейсбольной классики 2006 года. 
В основной состав «Тайгерс» он впервые был вызван в сентябре 2010 года. В Главной лиге бейсбола Сен-Пьер дебютировал в возрасте тридцати лет, став самым возрастным новичком клуба с 1961 года. Всего в регулярном чемпионате он сыграл в шести матчах. Сезон 2011 года Макс провёл в AAA-лиге в составе «Толидо Мад Хенс». В январе 2012 года он подписал контракт с «Бостон Ред Сокс», но в марте был переведён в «Потакет», а затем отчислен. В апреле Сен-Пьер был дисквалифицирован лигой на пятьдесят матчей за повторное нарушение антидопинговых правил.